# 사카이 다다토시 (1559년)
사카이 다다토시(일본어: 酒井忠利, 에이로쿠 2년(1559년）~ 간에이 4년 음력 11월 14일(1627년 12월 21일))는 센고쿠 시대부터 에도 시대 전기까지의 무장, 다이묘이다. 스루가 다나카번주, 무사시 가와고에번 초대 번주를 지냈다. 도쿠가와씨의 가신으로 에도 막부에선 노중을 역임하였다.
다다토시는 우타노카미 종가 당주 사카이 마사치카의 3남으로 태어났다.
| 전임 (사카이 마사치카) | 제1대 우타노카미 사카이가 다다토시류 당주 1590년 ~ 1627년 | 후임 사카이 다다카쓰 |

|  | 다나카번 번주 (우타노카미 사카이가 다다토시류) 1601년 ~ 1609년 | 후임 마쓰다이라 다다시게 |

| 전임 사카이 시게타다 | 제1대 가와고에번 번주 (우타노카미 사카이가 다다토시류) 1609년 ~ 1627년 | 후임 사카이 다다카쓰 |